# Барон Рэндлшем
Барон Рэндлшем из Рэндлшема в графстве Саффолк — наследственный титул в системе Пэрства Ирландии. Он был создан 1 февраля 1806 года для британского мецената, политика и предпринимателя Питера Теллюссона (1761—1808), который также представлял в Палате общин Великобритании Мидхерст (1795—1796), Малмсбери (1796—1801, 1801—1802), Касл Ризинг (1802—1806) и Боссини (1807—1808).
Семья Теллюссонов имела французское протестантское происхождение, после Ночи Святого Варфоломея 1572 года Теллюссоны переселись в Женеву (Швейцария). В 1762 году Питер Теллюссон эмигрировал в Великобританию, где создал успешный бизнес в Лондоне. Он купил несколько поместий по всей стране, в частности Бродсворт Холл в графстве Йоркшир.
Его старший сын, вышеупомянутый Питер Исаак Теллюссон, 1-й барон Рэндлшем, стал руководить семейным бизнесом. Младший сын лорда Рэндлшема, Фредерик Теллюссон, 4-й барон Рэдлшем (1798—1852), заседал в Палате общин от Восточного Саффолка (1843—1852). Его единственный сын, Фредерик Уильям Брук Теллюссон, 5-й барон Рэндлшем (1840—1911), консервативный политик, также представлял Восточный Саффолк в парламенте (1874—1885). По состоянию на 2013 год носителем титула являлся правнук последнего, Чарльз Уильям Брук Теллюссон, 9-й барон Рэндлшем (род. 1954), который стал преемником своего отца в 1999 году.

## Бароны Рэндлшем (1806)
- 1806—1808: Питер Исаак Теллюссон, 1-й барон Рэндлшем[англ.] (13 октября 1761 — 8 сентября 1808), старший сын Питера Теллюссона (1737—1797)[1]
- 1808—1832: Джон Теллюссон, 2-й барон Рэндлшем (12 сентября 1785 — 3 июля 1832), старший сын предыдущего[2]
- 1832—1839: Уильям Теллюссон, 3-й барон Рэндлшем (6 января 1798 — 13 сентября 1839), младший брат предыдущего[3]
- 1839—1852: Фредерик Теллюссон, 4-й барон Рэндлшем[англ.] (6 января 1798 — 6 апреля 1852), третий сын 1-го барона, младший брат предыдущего[4]
- 1852—1911: Фредерик Уильям Брук Теллюссон, 5-й барон Рэндлшем[англ.] (9 февраля 1840 — 9 ноября 1911), единственный сын предыдущего[5]
- 1911—1938: Фредерик Арчибальд Чарльз Теллюссон, 6-й барон Рэндлшем (8 июня 1868 — 4 июля 1938), старший сын предыдущего[6]
- 1938—1943: Перси Эдвард Теллюссон, 7-й барон Рэндлшем (30 октября 1874 — 11 декабря 1943), младший брат предыдущего[7]
- 1943—1999: Чарльз Энтони Хью Теллюссон, 8-й барон Рэндлшем (15 марта 1915 — 9 октября 1999), старший сын подполковника достопочтенного Хью Эдмунда Теллюссона (1876—1926), младшего сына 5-го барона[8]
- 1999 — настоящее время: Чарльз Уильям Брук Теллюссон, 9-й барон Рэндлшем (род. 10 января 1954), единственный сын предыдущего[9]
  - Наследник титула: достопочтенный Питер Роберт Теллюссон (род. 25 января 1920), второй сын подполковника достопочтенного Хью Эдмунда Теллюссона (1876—1926), младшего сына 5-го барона, дядя предыдущего[10]
    - Наследник наследника: Джеймс Хью Теллюссон (род. 7 января 1961), единственный сын предыдущего[11]
      - Третий наследник: Бенджамин Питер Теллюссон (род. 17 июня 2002), единственный сын предыдущего[12].